# Bother
Bother è un singolo del gruppo musicale statunitense Stone Sour, pubblicato il 3 marzo 2003 come primo estratto dal primo album in studio Stone Sour.

## Tracce
CD promozionale (Regno Unito)
1. Bother (Radio Version) – 3:57 (Corey Taylor)
2. Bother (Album Version) – 3:57 (Corey Taylor)

CD promozionale (Stati Uniti)
1. Bother – 3:57 (Corey Taylor)

CD singolo (Europa)
1. Bother – 3:57 (Corey Taylor)
2. Rules of Evidence – 3:44 (Stone Sour)

CD maxi-singolo (Australia, Europa, Giappone)
1. Bother – 3:57 (Corey Taylor)
2. Rules of Evidence – 3:44 (Stone Sour)
3. The Wicked – 4:54 (Stone Sour)
4. Bother (Video) – 3:57 (Corey Taylor)

## Formazione
Musicisti
- Corey Taylor – voce, chitarra
- James "Jimbo" Barton – arrangiamento strumenti ad arco
- J.J. Farriss – arrangiamento strumenti ad arco
- Patrick Thrasher – arrangiamento strumenti ad arco

Produzione
- James "Jimbo" Barton – produzione, missaggio
- Corey Taylor – produzione

## Classifiche
| Classifica (2003)             | Posizione massima |
| ----------------------------- | ----------------- |
| Australia                     | 41                |
| Belgio (Fiandre)              | 42                |
| Nuova Zelanda                 | 43                |
| Paesi Bassi                   | 40                |
| Regno Unito                   | 28                |
| Regno Unito (rock & metal)    | 2                 |
| Stati Uniti                   | 56                |
| Stati Uniti (adult top 40)    | 27                |
| Stati Uniti (alternative)     | 4                 |
| Stati Uniti (mainstream rock) | 2                 |
| Stati Uniti (radio)           | 54                |